# ماينارد فيرغسون
ماينارد فيرغسون (بالإنجليزية: Maynard Ferguson )‏ (و. 1928 – 2006 م) هو بواق، وعازف جاز، وموسيقي كندي، ولد في مونتريال، يستخدم آلات فلوجل هورن، وساكسفون سوباراني ‏، وبوق، ورَمّاثة ‏، توفي في فينتورا، كاليفورنيا، عن عمر يناهز 78 عاماً، بسبب قصور كلوي.

## التعليم
تعلم في معهد كيبيك للموسيقى في مونتريال ‏.

## جوائز وترشيحات
حصل على جوائز منها:
- جائزة رجل الموسيقى لتشارلز إي لوتون [الإنجليزية]‏ (2006)
- عضوية قاعة مشاهير الموسيقى الكندية [الإنجليزية]‏ (1997).

ترشح لـ:
- جائزة جرامي لأفضل أداء موسيقى روك  [لغات أخرى]‏ (1982)
- Grammy Award for Best Pop Instrumental Performance [الإنجليزية]‏ (1977).

## وصلات خارجية
- ماينارد فيرغسون على موقع IMDb (الإنجليزية)
- ماينارد فيرغسون على موقع ميوزك برينز (الإنجليزية)
- ماينارد فيرغسون على موقع إن إن دي بي (الإنجليزية)
- ماينارد فيرغسون على موقع أول ميوزيك (الإنجليزية)
- ماينارد فيرغسون على موقع ديسكوغز (الإنجليزية)
- ماينارد فيرغسون على موقع قاعدة بيانات الفيلم (الإنجليزية)

- ماينارد فيرغسون في قاعدة بيانات الأفلام على الإنترنت